# Luchthaven Visby
Luchthaven Visby (IATA: VBY, ICAO: ESSV) ligt ongeveer 5 km ten noorden van Visby, Zweden. Luchthaven Visby is Gotlands enige luchthaven en de 12e van Zweden. Hij verwerkte in 2006 ongeveer 276.000 passagiers.